# Lille Lungegårdsvannet
Lille Lungegårdsvannet is een voormalig meertje, nu een vijver, in het centrum van Bergen, de tweede stad van Noorwegen. De vijver is achthoekig en heeft een omtrek van 700 meter. Lille Lungegårdsvannet wordt ook wel Smålungeren genoemd.

## Beschrijving
Lille Lungegårdsvannet was oorspronkelijk het binnenste gedeelte van de Puddefjord. Het stond in verbinding met het meer Store Lungegårdsvannet, dat weer in verbinding met de Puddefjord stond. In 1926 werd de verbinding (Lillestrømmen) met Store Lungegårdsvannet gedempt. De twee waterlichamen staan echter nog steeds ondergronds in verbinding met elkaar, waardoor er nog steeds een licht getijdeneffect in Lille Lungegårdsvannet optreedt.
De naam Lille Lungegårdsvannet betekent "het kleine Lungegårdswater", terwijl Store Lungegårdsvannet "het grote Lungegårdswater" betekent. Lungegård was een boerderij die oorspronkelijk aan de oostkant van de stad lag.
Rondom de vijver is het parkje Byparken met Japanse kersenbomen en een muziekkoepel. Het stadhuis van Bergen staat aan Lille Lungegårdsvannet. Langs de zuidoever staan de musea Bergen Kunstmuseum (dat eigenlijk uit drie verschillende musea bestaat) en Bergen Kunsthall. Aan de oostkant van de vijver staat de centrale openbare bibliotheek van Bergen, en daar achter bevindt zich het centraal station.
In het midden van de vijver staat een fontein. De huidige fontein werd op 23 juni 2004 onthuld en bestaat uit 21 waterspuiten en 36 lampen.
Aan de westkant van Lille Lungegårdsvannet ligt het plein Festplassen. Dit plein wordt gebruikt voor verschillende evenementen, zoals de jaarlijkse viering van de nationale feestdag op 17 mei. In 2008 werd een wandeltrap gebouwd van Festplassen naar de vijver. Hiervoor moest de waterstand in de vijver tijdelijk 70 centimeter omlaag, wat stank in het centrum veroorzaakte. Tijdens de operatie werden ook fietswrakken en ander vuilnis door de gemeente uit de vijver gehaald.

## Afbeeldingen

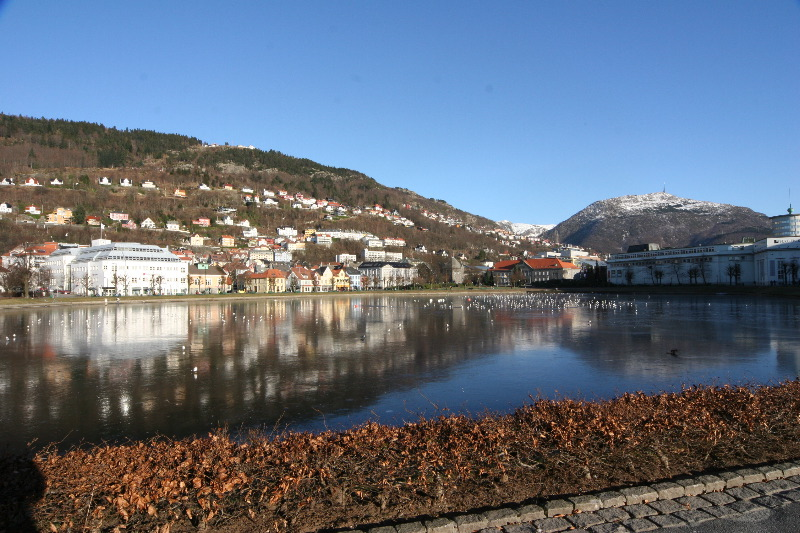
Lille Lungegårdsvannet, 2005
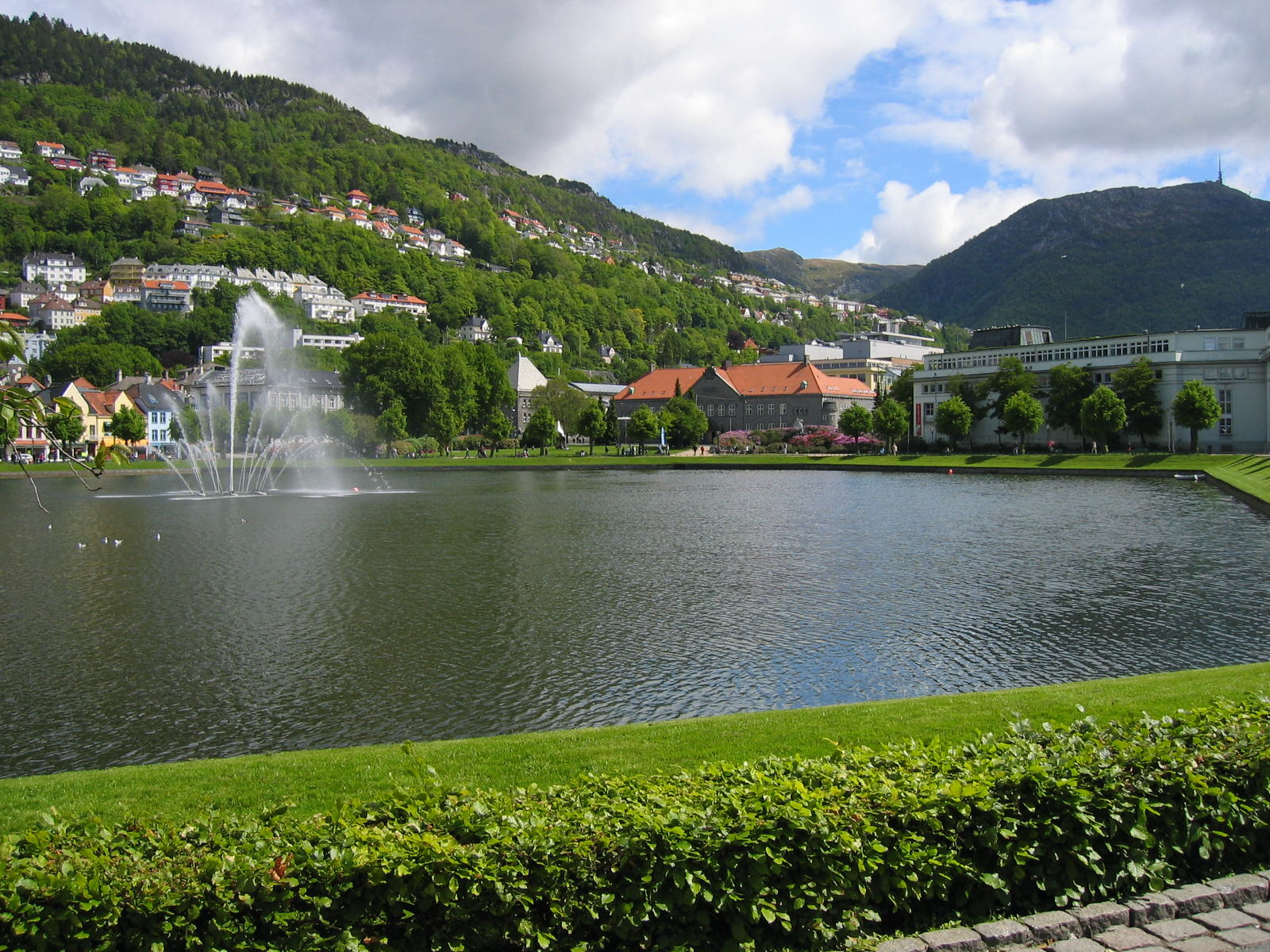
Lille Lungegårdsvannet met zicht op de fontein en achterliggende bergen

Compositiefoto van Lille Lungegårdsvannet, gemaakt op 17 mei 2006